# Lepanthes tenuiloba
Lepanthes tenuiloba är en orkidéart som beskrevs av Richard Evans Schultes och Lawrence S. Dillon. Lepanthes tenuiloba ingår i släktet Lepanthes och familjen orkidéer. Inga underarter finns listade i Catalogue of Life.